# ناشر–مؤلف

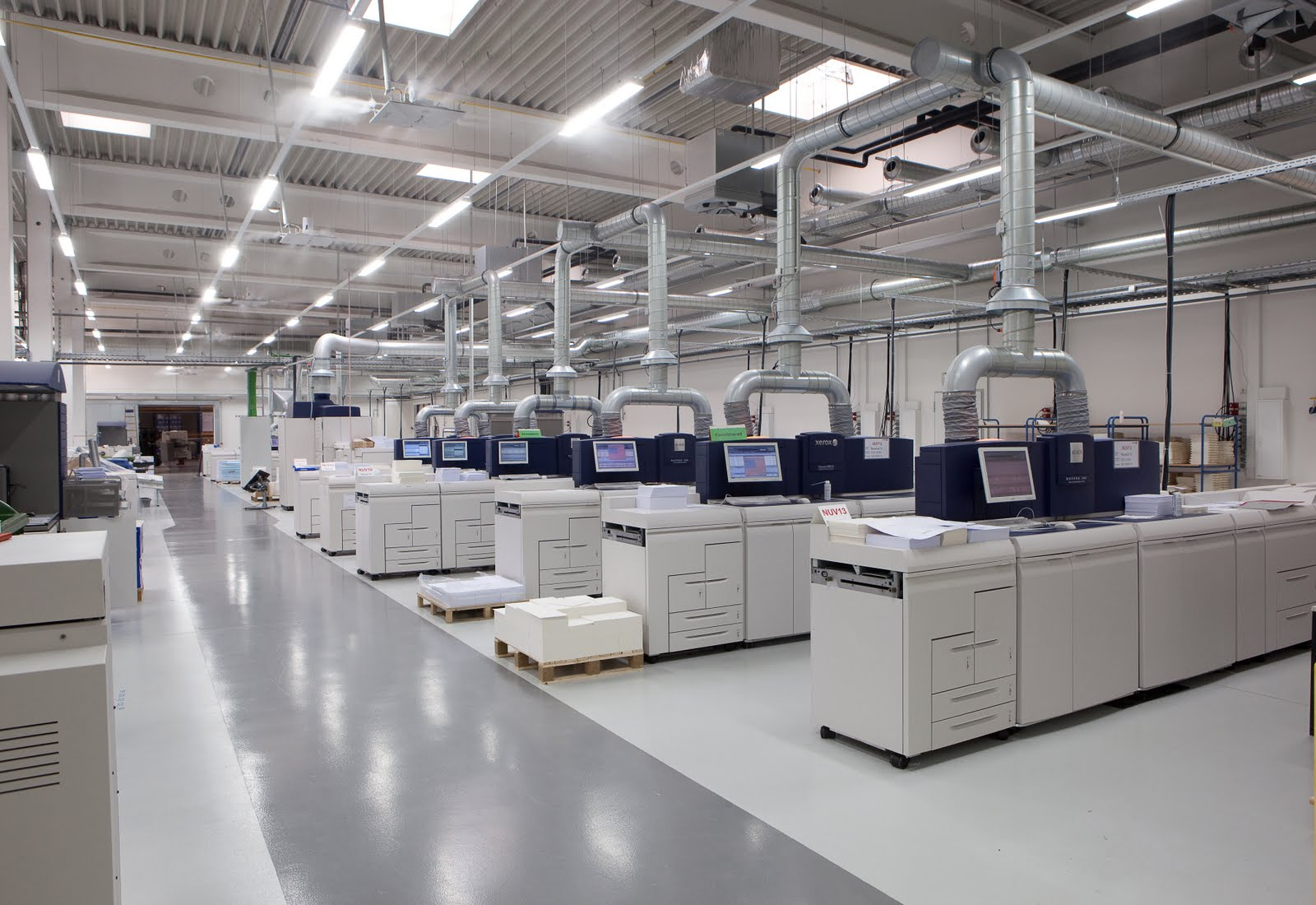
نمایی از یک انتشارات در هامبورگ

ناشر مؤلف یا ناشر–مؤلف عنوان رسمی مربوط به ناشری است که مجوز نشر بنگاهی یا سازمانی نداشته باشد و شخص حقیقی باشد.
معمولاً کتاب‌هایی که افراد عادی یا معروف، با هزینهٔ شخصی و بدون حمایت رسمی سازمان‌ها و نهادها مجوز می‌گیرند و منتشر می‌کنند نام ناشر در صفحهٔ شناسنامهٔ کتاب به صورت «ناشر ـ مؤلف» درج می‌گردد.
البته بسیار دیده می‌شود که شخصی کتابی را با هزینهٔ شخصی چاپ می‌کند اما به ناشر اجازه می‌دهد که لوگوی نشر خود را در پشت جلد چاپ بکند یا در فرم و قالب موضوعی کتاب‌های آن ناشر به چاپ برساند.
معمولاً این کار به خواست و علاقهٔ صاحب اثر است. هدف از این کار معمولاً این است که خواننده بپندارد ناشر به صورت خودجوش این مؤلف و کتاب را برای انتشار برگزیده است.
کتاب‌های بسیاری از چهره‌های معروف ادبی و سیاسی در زمان آغاز به کار، به صورت ناشر ـ مؤلف به چاپ رسیده است. از این نمونه‌ها می‌توان به نخستین آثار فروغ فرخزاد، احمد شاملو و علی‌محمّد افغانی اشاره کرد.
فروغ در جایی می‌گوید: کتاب اولم را وقتی چاپ کردم به زودی به شدت پشیمان شدم. و در نامه‌های خود به پرویز شاپور برای او می‌نویسد که مقداری پول برایم بفرست تا به ناشر بدهم برای چاپ کتابم. این مقدار پول ظاهراً سه هزار تومان بوده است.
امروز طبق قوانین وزارت ارشاد، بخش ناشر مؤلف کاملاً حذف شده است و نویسندگان باید برای چاپ کتاب خود مستقیماً به ناشر مراجعه نمایند.